# Кушикжал
Кушикжал (каз. Күшікжал) — бугорчато-хребтовые пески вблизи восточной части озера Балхаш в Казахстане. Находятся между нижними течениями рек Лепсы и Аксу. Высота над уровнем моря 420 м. Площадь 800 км². Длина 56—60 км, ширина 10—45 км. Высота хребтового бугра 2—20 м. Грунтовые воды находятся на глубине 1—30 м. Растут полынь, житняк, ячмень и др., близ берега озера — камыш, тростник; в местах с солёной почвой — солончаковые растения. Местность весной и зимой используется в качестве пастбища.